# Turanite
La turanite è un minerale.